# 2′-O-Methyladenosin
2′-O-Methyladenosin (Am) ist ein seltenes Nukleosid und kommt in der tRNA, rRNA, mRNA und snRNA vor. Es ist ein Derivat des Adenosins, welches an der Ribose methyliert ist.